# Lotus-Entscheidung
Die Lotus-Entscheidung (Frankreich v. Türkei) des Ständigen Internationalen Gerichtshofs (StIGH) vom 7. September 1927 behandelte Grundfragen hinsichtlich der Souveränität von Staaten und führte das so genannte „Lotus-Prinzip“ in das Völkerrecht ein, wonach die Handlungsmöglichkeiten der Staaten unter dem Völkerrecht nur durch positive Verbote eingeschränkt werden.

## Sachverhalt
Am 2. August 1926 kollidierte das französische Postschiff S.S. Lotus mit dem türkischen Dampfer Bozkurt sechs nautische Meilen vor der Küste von Mytilene auf Hoher See. Die Bozkurt havarierte und acht Matrosen türkischer Staatsangehörigkeit kamen ums Leben. Am Tag nach der Kollision legte die Lotus mitsamt der geretteten Schiffbrüchigen der Bozkurt im Hafen von Konstantinopel an, woraufhin der wachhabende Offizier der Lotus, Leutnant Demons, und der Kapitän der Bozkurt, Hassan Bey, verhaftet wurden.
Obwohl Leutnant Demons gegen die Zuständigkeit der türkischen Gerichte Einspruch erhob, wurde er am 15. September 1926 vom Strafgericht in Stamboul wegen fahrlässiger Tötung zu einer Freiheitsstrafe von 80 Tagen und einer Geldstrafe verurteilt.
Frankreich hielt dieses Vorgehen für völkerrechtswidrig, weil türkische Gerichte nicht für Klagen gegen französische Staatsbürger zuständig seien; dem Völkerrecht ließe sich keine derartige Kompetenz entnehmen.

## Verfahren
Frankreich und die Türkei legten dem Gerichtshof daher per Special Agreement vom 12. Oktober 1926 die Frage vor, ob die Anklage und Verurteilung von Leutnant Demons entgegen Art. 15 der Lausanner Konvention über die Niederlassung und gerichtliche Zuständigkeit von 1923 gegen die Grundsätze des Völkerrechts verstoßen haben. Nach Ansicht Frankreichs wäre es wegen der Kollision auf Hoher See ausschließlich zuständig gewesen. Zudem begehrte Frankreich Entschädigung für die Verurteilung Demons. Das Special Agreement ging beim Registrar des Ständigen Internationalen Gerichtshofs am 4. Januar 1927 ein.
Im Wortlaut wollte Frankreich wissen:

“1) Has Turkey, contrary to Article 15 of the Convention of Lausanne of July 24th, 1923, respecting conditions of residence and business and jurisdiction, acted in conflict with the principles of international law – and if so, what principles – by instituting, following the collision which occurred on August 2nd, 1926, on the high seas between the French steamer Lotus and the Turkish steamer Bozkourt and upon the arrival of the French steamer in Constantinople – as well as against the caption of the Turkish steamship – joint criminal proceedings in pursuance of Turkish law against M. Demons, officer of the watch on board the Lotus at the time of the collision, in consequence of the loss of the Bozkorut, having involved the death of eight Turkish sailors and passengers?
2) Should the reply be in the affirmative, what pecuniary reparation is due to M. Demons, provided, according to the principles of international law, reparation should be made in similar cases?”

„1) Hat die Türkei entgegen Artikel 15 des Abkommens von Lausanne vom 24. Juli 1923 über Aufenthalts- und Geschäftsbedingungen sowie Gerichtsbarkeit durch die Einleitung eines gemeinsamen Strafverfahrens nach türkischem Recht gegen M. Demons, Wachoffizier auf der französischen Dampfschiff Lotus, nach der Kollision zwischen dem französischen Dampfschiff Lotus und dem türkischen Dampfschiff Bozkourt und nach der Ankunft des französischen Dampfers in Konstantinopel – sowie gegen die Besatzung des türkischen Dampfers – ein gemeinsames Strafverfahren nach türkischem Recht gegen M. Demons, den zum Zeitpunkt der Kollision diensthabenden Offizier an Bord der Lotus, eingeleitet hat, weil der Verlust der Bozkorut den Tod von acht türkischen Seeleuten und Passagieren zur Folge hatte?
2) Sollte die Antwort bejahend ausfallen, welche finanzielle Entschädigung steht M. Demons zu, vorausgesetzt, dass nach den Grundsätzen des Völkerrechts in ähnlichen Fällen eine Entschädigung zu leisten ist?“

Die Türkei hingegen ersuchte den Gerichtshof festzustellen, dass ihr Handeln im Einklang mit dem Völkerrecht war. Vor Gericht wurde sie von Mahmut Esat Bozkurt vertreten. Counsel für Frankreich war M. Basdevant.

## Das Lotus-Prinzip
Der StIGH setzte sich in dem Urteil grundlegend mit der Souveränitätsproblematik auseinander. Anlässlich der konkreten Frage, ob die Türkei ihre Gerichtsbarkeit über Demons ausüben durfte, beschäftigte sich der StIGH hier zunächst mit der Grundsatzfrage der grundlegenden Regelungsmechanik des Völkerrechts. Denkbar waren hier zwei Alternativen. Die französische Seite vertrat die Auffassung, die Türkei müsse eine völkerrechtliche Befugnisnorm vorweisen, um Demons zu verfolgen. Diese Ansicht geht damit abstrakt betrachtet davon aus, dass Staaten unter dem Völkerrecht nur handeln dürfen, wenn ihnen die fragliche Handlung positiv erlaubt ist (so etwa die Situation im Recht der europäischen Union oder im nationalen Verfassungsrecht). Die Türkei vertrat dagegen die gegenteilige Auffassung, dass das Völkerrecht eine prohibitive Rechtsordnung sei, d. h. völkerrechtliche Regeln stellenweise Einschnitte in eine ansonsten grundsätzlich unbeschränkte Handlungsfreiheit der Staaten seien.
Der Gerichtshof prägte hierfür folgende Formulierungen:

“International law governs relations between independent States. The rules of law binding upon States therefore emanate from their own free will […]. Restrictions upon the independence of States cannot therefore be presumed. […] Far from laying down a general prohibition […], it [i.e. international law] leaves them […] a wide measure of discretion which is only limited in certain cases by prohibitive rules; as regards other cases, every State remains free to adopt the principles which it regards as best and most suitable.”

„Völkerrecht regelt die Beziehungen zwischen unabhängigen Staaten. Die die Staaten bindenden Regeln erwachsen daher aus deren eigenem, freien Willen […]. Von Beschränkungen der Freiheit der Staaten kann daher nicht [ohne weiteres] ausgegangen werden. […] Anstatt ein grundsätzliches Verbot [zu handeln] auszusprechen […] lässt es [d.i. das Völkerrecht] ihnen einen weiten Ermessensspielraum, welcher nur in bestimmten Fällen durch Verbotsnormen eingeschränkt ist; in [allen] anderen Fällen steht es den Staaten frei, die Prinzipien anzuwenden, die ihnen am besten und geeignetsten erscheinen.“

Der StIGH greift diese grundlegende Frage auf und stellt fest, dass zwar speziell im vorliegenden Fall der Ausübung von Gerichtsbarkeit kein unumschränkter Zugriff der Staaten auf Sachverhalte außerhalb ihres Territoriums herrscht; gleichwohl ist die grundlegende Struktur des Völkerrechts dergestalt, dass die Grundregel, ausgehend von der Souveränität der Staaten, die Handlungsfreiheit ist. In Abwesenheit irgendwelcher Regeln ist daher ein Verstoß gegen Völkerrecht nicht feststellbar.
Diese Grundsatzentscheidung ist als „Lotus-Prinzip“ eine – wenngleich bis heute nicht unumstrittene – Grundannahme der völkerrechtlichen Normstruktur.

## Das Urteil in der Sache
Konsequenterweise prüfte der StIGH im konkreten Fall – entgegen dem Vorbringen Frankreichs – nicht das Vorliegen einer positiven Kompetenznorm, sondern ging lediglich der Frage nach, ob eine völkerrechtliche Verbotsnorm der türkischen Jurisdiktion Grenzen setze. Dies verneinte der Gerichtshof und verwarf damit die Klage Frankreichs.
Da während der Abstimmung Stimmengleichheit bestand, gab letztlich die Stimme des Präsidenten Max Huber den Ausschlag.

## Hinweis
Unter Vertragsparteien der Konvention über die Hohe See von 1958 und des Seerechtsübereinkommens (SRÜ) von 1982 wäre der Fall nunmehr anders zu beurteilen, da Art. 11 (1) der Konvention von 1958 und Art. 97 (1) SRÜ insoweit anordnen, dass Strafverfolgungsmaßnahmen wegen Zusammenstößen auf Hoher See gegen Besatzungsmitglieder nur von den Behörden des Flaggenstaates des jeweiligen Schiffes oder dem Staat, dessen Nationalität das Besatzungsmitglied besitzt, ergriffen werden dürfen. Bei diesen Bestimmungen handelt es sich damit um eine derartige Verbotsnorm, wie sie der StIGH 1927 nicht finden konnte.
Für Zwischenfälle mit Staaten, die die genannten Abkommen nicht ratifiziert haben, ist dagegen das anwendbare Völkergewohnheitsrecht maßgeblich.